# 永旺年年
永旺年年（英語：Lucky Year），是一匹曾在香港出賽的已退役賽駒，練馬師是沈集成。

## 簡介
2015/2016馬季，「永旺年年」取得一季四捷。
2016年9月3日，羅理雅策騎「永旺年年」勝出第一班盃賽香港特區行政長官盃。
2017年5月28日，麥偉利策騎「永旺年年」勝出國際三級賽沙田銀瓶，使得麥偉利取得在港的首場分級賽頭馬。
2017年9月10日，羅理雅策騎「永旺年年」遠征韓國，角逐首爾馬場的韓國一級賽韓國短途錦標，最終取得第十四名，落後頭馬的日本代表「優美躍步」十六又四分之三個馬位之後過終點。
2018年2月5日，「永旺年年」宣告退役，正式結束其競賽生涯。

## 在港服役期間勝出賽事全紀錄
| 比賽日期   | 賽事名稱           | 賽事班次 | 賽道 | 賽事路程 | 比賽馬場   | 名次 | 完成時間 | 騎師   |
| ---------- | ------------------ | -------- | ---- | -------- | ---------- | ---- | -------- | ------ |
| 29/03/2015 | 大鵬灣讓賽         | 第四班   | 草地 | 1200米   | 沙田馬場   | 1    | 1:09.54  | 楊明綸 |
| 03/05/2015 | 大西洋讓賽         | 第三班   | 草地 | 1200米   | 沙田馬場   | 1    | 1:09.20  | 楊明綸 |
| 09/12/2015 | 英國讓賽           | 第三班   | 草地 | 1200米   | 跑馬地馬場 | 1    | 1:11.03  | 莫雷拉 |
| 03/02/2016 | 遮打讓賽           | 第二班   | 草地 | 1200米   | 跑馬地馬場 | 1    | 1:10.24  | 梁家俊 |
| 18/05/2016 | 丹山河讓賽         | 第二班   | 草地 | 1200米   | 跑馬地馬場 | 1    | 1:09.36  | 莫雷拉 |
| 06/07/2016 | 戰利品讓賽         | 第二班   | 草地 | 1200米   | 跑馬地馬場 | 1    | 1:09.09  | 羅理雅 |
| 03/09/2016 | 香港特區行政長官盃 | 第一班   | 草地 | 1200米   | 沙田馬場   | 1    | 1:08.19  | 莫雷拉 |
| 28/05/2017 | 沙田銀瓶           | G3       | 草地 | 1200米   | 沙田馬場   | 1    | 1:09.27  | 麥偉利 |

## 外部連結
- . 香港賽馬會. 2016-09-03  [2020-05-26]. （原始内容存档于2019-01-04）.
- . 香港賽馬會. 2017-05-28  [2020-05-26]. （原始内容存档于2019-01-04）.